# Shō Hanai
Shō Hanai (japanisch 花井 聖 Hanai Shō; * 10. November 1989 in der Präfektur Aichi) ist ein japanischer Fußballspieler.

## Karriere
Hanai erlernte das Fußballspielen in der Jugendmannschaft von Nagoya Grampus Eight (heute: Nagoya Grampus). Hier unterschrieb er 2008 auch seinen ersten Profivertrag. Der Verein spielte in der höchsten japanischen Liga, der J1 League. Mit dem Verein wurde er 2010 japanischer Meister, 2011 feierte er die Vizemeisterschaft. Für den Verein absolvierte er sieben Erstligaspiele. 2012 wechselte er nach Tokushima zum Zweitligisten Tokushima Vortis. Am Ende der Saison 2013 stieg der Verein in die erste Liga auf. Für den Verein absolvierte er 49 Ligaspiele. 2015 wechselte er zum Zweitligisten V-Varen Nagasaki nach Nagasaki. Für Nagasaki absolvierte er 23 Ligaspiele. 2016 unterschrieb er einen Vertrag beim Ligakonkurrenten Giravanz Kitakyushu. Am Ende der Saison 2016 stieg der Verein in die dritte Liga ab. Für den Verein absolvierte er 48 Ligaspiele. 2019 wechselte er zum ebenfalls in der dritten Liga spielenden Kataller Toyama nach Toyama. Nach 81 Ligaspielen wechselte er im Januar 2022 zum Viertligisten FC Maruyasu Okazaki. Hier stand er zwei Spielzeiten unter Vertrag und absolvierte 15 Ligaspiele. Zu Beginn der Saison 2024 wechselte er im Januar 2024 zum Fünftligisten Cento Cuore Harima. Mit dem Verein aus Kakogawa spielt er in der Kansai Soccer League (Div.1).

## Erfolge
Nagoya Grampus
- Japanischer Meister: 2010
- Japanischer Vizemeister: 2011
- Japanischer Pokalfinalist: 2009
- Japanischer Supercup-Sieger: 2011